# Co tu
I co tu, detti anche katu, sono un gruppo etnico di circa 100.000 individui che vivono in Vietnam centrale e nel Laos sud-orientale, nelle zone montane della catena Annamita.

## Distribuzione

### Vietnam
I co tu (in vietnamita: người Cơ Tu) sono presenti in Vietnam essenzialmente nelle province di Quang Nam (distretti di Hien e Giang) e municipalità Hue (distretti di Phu Loc e A Luoi). Sono inseriti nella lista dei 54 gruppi etnici riconosciuti dal governo vietnamita. Nel censimento del 2019 erano 61.588. Altri nomi con cui sono chiamati in Vietnam sono: ca tu, cao, ha, ca-tang, moi. I villaggi co tu del Vietnam si trovano generalmente distanti l'uno dall'altro. Le aree abitate sono generalmente circondate da una siepe con due portali di entrata al villaggio. Le case hanno di solito forma ellittica e sono costruite su spazi pianeggianti. L'economia è basata sull'agricoltura, praticano il debbio e coltivano soprattutto  riso, frumento, fagioli, patate, cocomeri e banane.

### Laos
In Laos sono chiamati katu, vivono nelle zone collinari e montane della provincia di Xekong, in particolare nelle valli alte dei fiumi Xekong e Boung, lungo le zone di confine con le province del Vietnam dove vivono i katu (co tu) vietnamiti. Nel censimento del 2015 erano 28.378.

## Lingua
I co tu parlano la lingua co tu, detta anche katu o katu basso, che fa parte delle lingue katuiche del ceppo mon-khmer e non possiede una forma scritta. Alcuni tentativi di creare una forma scritta sono sfociati, da parte del presidente del distretto di Tay Giang, Bh'riu Liec, nella pubblicazione negli anni 2000 di un volume intitolato Tieng Thong Dung Co Tu-Kinh va Van Hoa Lang Co Tu (Lingue popolari dei vietnamiti co tu e cultura dei villaggi co tu) in lingua co tu romanizzata, con l'intento di aiutare i membri di questa etnia, soprattutto i giovani, ad approfondire la lingua originaria e a non perderne le radici.
Circa 15.000 katu che vivono nelle valli più alte della municipalità Hue parlano il phuong, detto anche katu alto, un dialetto delle lingue katuiche spesso riconosciuto come una lingua a sé stante.